# 美女食神
《美女食神》是2007年上映的香港愛情喜劇電影，由佘詩曼及李克勤領衍主演，鍾少雄導演。

## 劇情
旺角少女木咀C（佘詩曼飾），是砵蘭街老飛瀟洒哥的女兒，自小被溺愛，從未走近廚房，弄一碗即食麵，也會不能入口，更被瀟洒哥（王　晶飾）冠以地獄廚神稱號來取笑她。食品集團太子杜碩堅（李克勤飾），英文名S.K. To，自幼在溫室長大，出入有G4保鑣，不知人間險惡。S.K.母親杜太乃食品集團主席，為公司舉辦「至尊點心廚神」大賽，木咀C剛好在場作歡樂小姐，初次邂逅了S.K.。在點心大賽中，北方御廚後人米玉瑩（劉　洋飾）大顯身手脫穎而出，杜太欲與米家食品集團結盟，拉攏S.K.親近玉瑩，惜S.K.嫌玉瑩大完美了，擦不出任何火花。

## 演員
- 佘詩曼 飾 蕭阿詩 (木咀詩/木咀C)
- 李克勤 飾 杜樹堅 (S.K.To/SK2)
- 元　秋 飾 林青霞 (青霞姐)
- 鄭希怡 飾  May
- 梁敏儀 飾 玲/Ling
- 劉　洋 飾 米玉瑩
- 王　晶 飾 瀟洒哥
- 李思蓓 飾 瑪麗蓮
- 黃文慧 飾 杜　太
- 張達明 飾 杜漢安(H.O.To/H2O)
- 吳志雄 飾 黑社會
- 鄧健泓 飾 司儀
- 陳　煒 飾 司儀
- 田啟文 飾 廚師
- 劉以達 飾 廚師
- 王志安 飾 綁匪鄭中基
- 喬寶寶 飾 綁匪楊千嬅
- 黃一飛 飾 師父
- 李健仁 飾 如花
- 王天林 飾 上海佬
- 林子聰 飾 南北食神大決戰評判
- 李力持 飾 南北食神大決戰評判
- 周　中 飾 周 中(南北食神大決戰評判)

## 奬項
| 年度 | 颁奖典礼            | 奖项       | 姓名           | 结果 |
| ---- | ------------------- | ---------- | -------------- | ---- |
| 2008 | 第3屈金話梅電影選舉 | 最爛電影   | 最爛電影       | 提名 |
| 2008 | 第3屈金話梅電影選舉 | 最爛導演   | 鍾少雄         | 提名 |
| 2008 | 第3屈金話梅電影選舉 | 最爛男主角 | 李克勤         | 獲獎 |
| 2008 | 第3屈金話梅電影選舉 | 最爛女主角 | 佘詩曼         | 提名 |
| 2008 | 第3屈金話梅電影選舉 | 最爛拍檔   | 李克勤、佘詩曼 | 獲獎 |
| 2008 | 第3屈金話梅電影選舉 | 最爛場面   | 明抄手掌煎雞蛋 | 獲獎 |

## 外部連結
- 香港影庫上《美女食神》的資料（繁體中文）
- 时光网上《美女食神》的資料（简体中文）
- AllMovie上《美女食神》的资料（英文）
- 爛番茄上《美女食神》的資料（英文）
- 互联网电影数据库（IMDb）上《美女食神》的资料（英文）